# طوابع مقتطعة
في مجال طوابع البريد، الطوابع المقتطعة هي طابع مطبوع مقتطع من قطعة من القرطاسية البريدية مثل بطاقة بريدية أو بطاقة رسائل أو ورقة رسالة أو رسالة جوية مظروفة أو غلاف ورقي قد يكون استعمل كطابع بريد عادي.

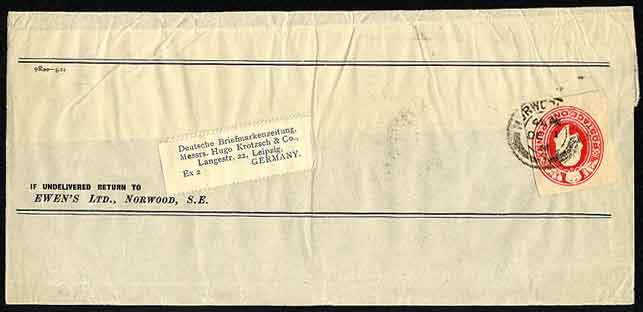
غلاف صحيفة مختوم بقصاصة مختومة ومرسلة في عام 1911 من شركة إيوين إلى ألمانيا

## تاريخ
في بريطانيا العظمى حظر استخدام بريد القصاصات البريدية بموجب قانون مكتب البريد لعام 1870. وظل هذا الحظر ساريًا حتى 31 ديسمبر 1904. وفي عام 1905، نشر هربرت لاسترانج إيوين كتيبًا بعنوان "طوابع البريد غير اللاصقة في المملكة المتحدة" أي طوابع القرطاسية البريدية المقصوصة من الأغلفة.

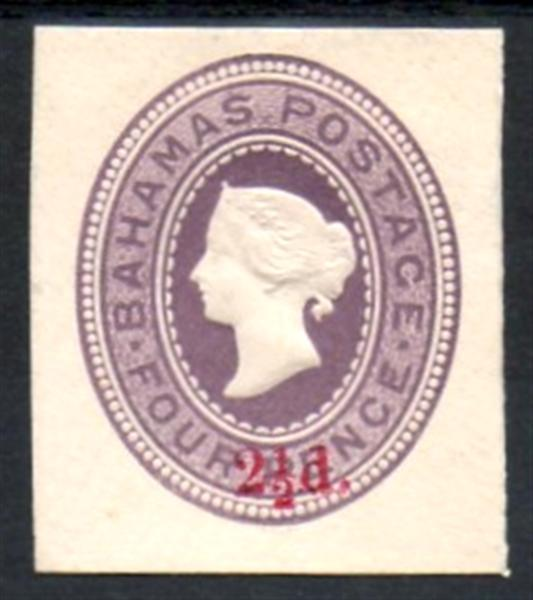
طابع بريد لجزر البهاما مطبوع عليه 4 دال مقطوع مربع من قطعة من القرطاسية البريدية مطبوع عليها 2 دال ونصف

## صيغة القطع
صيغة قطع الطابع المقطوع يكون على شكل مربع أو مستطيل. إن المصطلح يشمل ببساطة أي طابع قطع من الأوراق أو القرطاسية البريدية، ومقطوع في شكل مربع أو مستطيل وليس مقطوعًا على قدر حجمة أو شكلهِ.
ويتميز عن بقية (قطعة القرطاسية البريدية الكاملة) أو عملية جمع الطوابع الأكثر شيوعًا في العصور السابقة المتمثلة في قص الطابع على قدر مساحتهِ بإزالة كل الورق باستثناء الطابع المطبوع. وهناك نوع آخر من الجزء المقطوع في شكل الزاوية الكاملة وهي عبارة عن قص الزاوية لتشمل الغطاء السليم والجزء الخلفي من المظروف بالإضافة إلى الجزء الأمامي.
حيث كان يقص الطوابع البريدية المستعملة من المظروف ونقعها ووضعها في ألبوم، كان هواة جمع الطوابع البريدية أيضًا يقصون الطوابع البريدية المختومة ويضعونها في ألبومات بشكل ملائم. والآن، أصبحت هذه الممارسة مستهجنة من قِبل معظم هواة جمع الطوابع البريدية الذين يجمعون الطوابع بأكملها مع ورق الغلاف، وحفظ التاريخ البريدي للظرف، وسكين الظرف والختم البريدي. لتوضيح مدى تحول الأمور من التركيز على مجموعة المربعات المقطوعة، فإن أحدث منشور لفهرس جمعية القرطاسية البريدية المتحدة عن المظاريف المختومة في القرنين العشرين والحادي والعشرين في الولايات المتحدة لا يذكر حتى المربعات المقطوعة. بينما خصصت الطبعة السابقة للفهارس، قبل سبع سنوات فقط، قسمًا لتسعيرها.
ويختلف مصطلح "المربع المقطوع" عن المصطلح المستخدم على القطعة التي تشير إلى طابع البريد اللاصق المقطوع بطريقة مماثلة من الغلاف الأصلي بحيث يحافظ على ختم البريد بأكملهِ.
أدناه مجموعة صور لطوابع اقتطعت على شكل (مربع مقطوع) غير مستعملة:

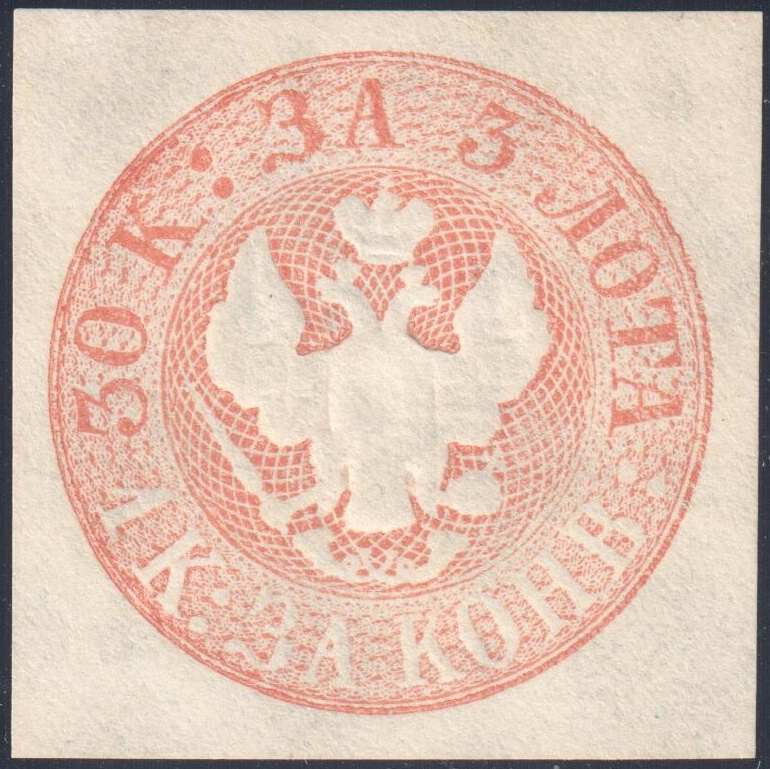
طابع روسي 1849
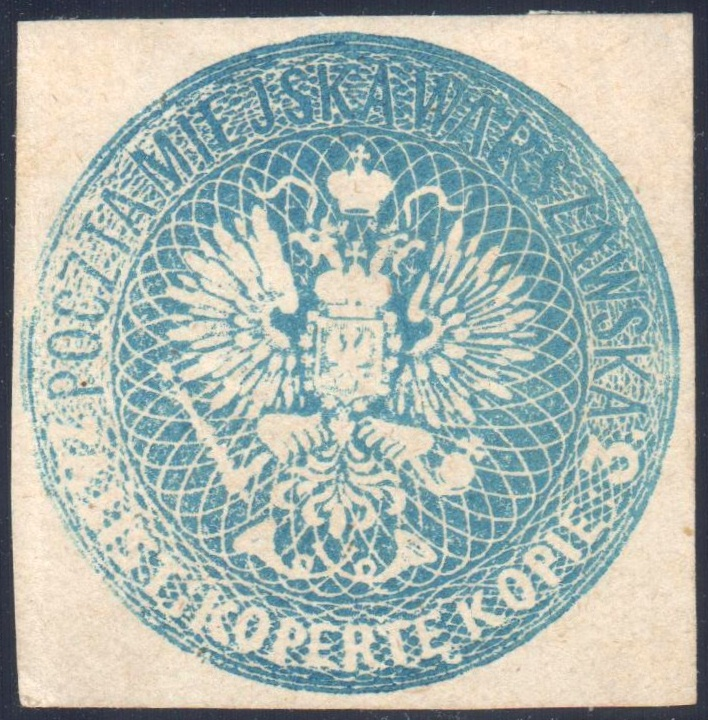
طابع بولندي 1860
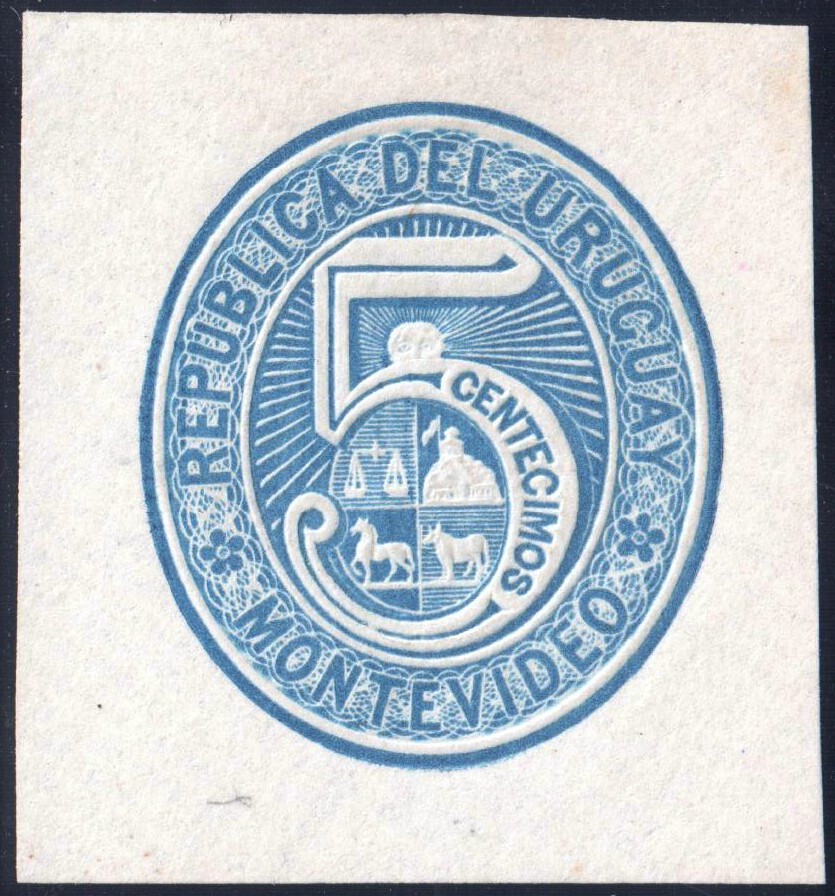
طابع دولة الأروغواي 1866
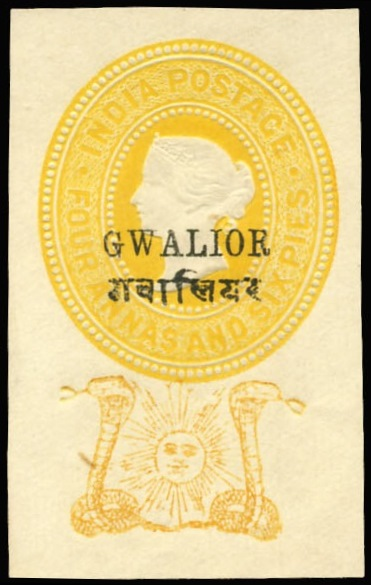
جواليور 1886، 4A6P، 4A6P
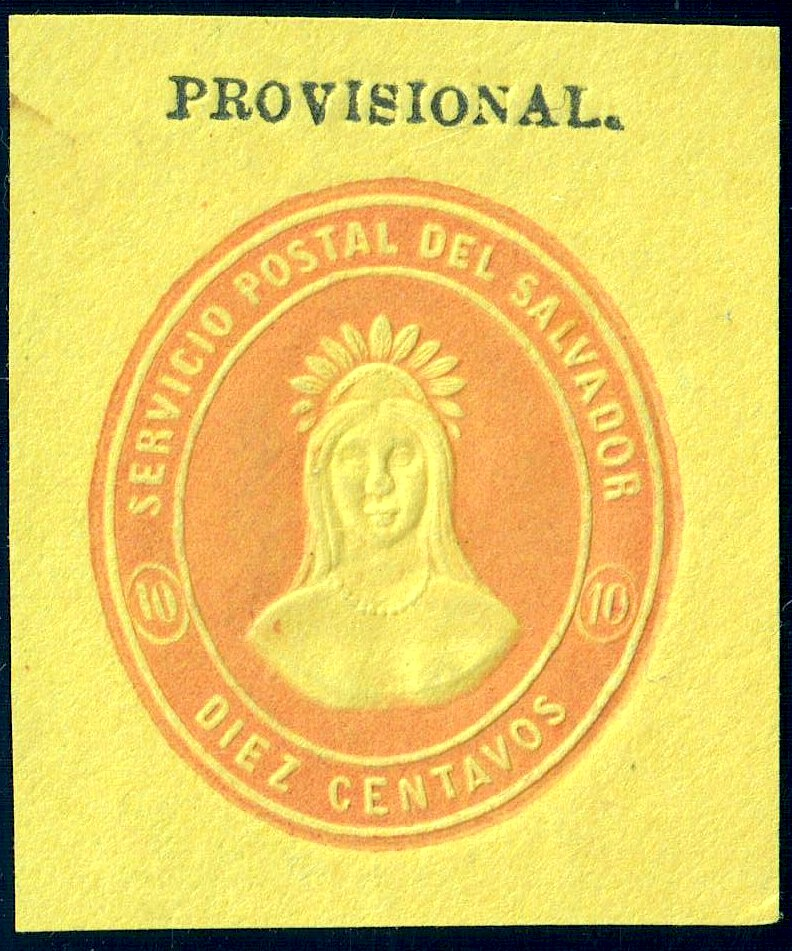
السلفادور 1887، 10 سنتات
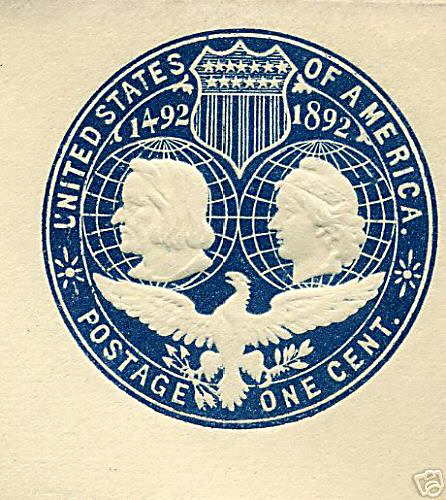
الولايات المتحدة الأمريكية 1892، 1c

## القطع حسب الشكل

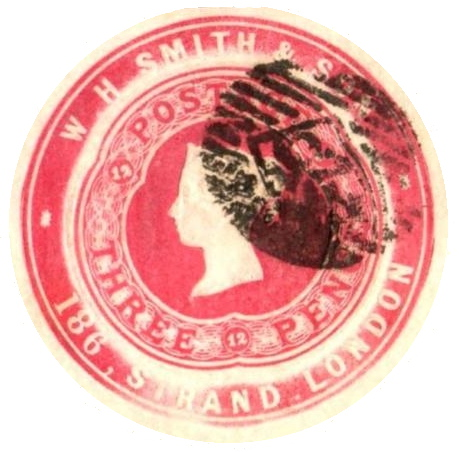
حلقة إرشادات إعلانية مقصوصة على الشكل

يشير مصطلح "القطع حسب الشكل" إلى الدلالة على نوع القطع المستعمل على شكل التصميم، مثل المثمن أو الدائرة أو الشكل البيضوي، بدلاً من مجرد قطعها على شكل مربع أو مستطيل.
دائمًا ما تكون الطوابع المقطوعة حسب الشكل أقل سعرًا من تلك التي قُطعت بشكل مربع، وأحيانًا تكون قيمتها قليلة أو معدومة، خاصةً الطوابع التي قُطعت على شكل ظرف. وعلى الرغم من أن العديد من الطوابع قد قُطعت للأسف من قبل هواة جمع الطوابع، إلا أن بعض الطوابع القديمة أُنتجت بدون ثقوب وغالباً ما كان الناس يقطعونها قبل أن يلصقوا الطوابع على الأظرف. وهذا صحيح، على سبيل المثال، بالنسبة لطابع الهند المثمن الشكل الذي يحمل رقم 4 أنات الصادر في عام 1854، والذي يوجد عادةً مقطوع الشكل على الأظرف أو القطع.

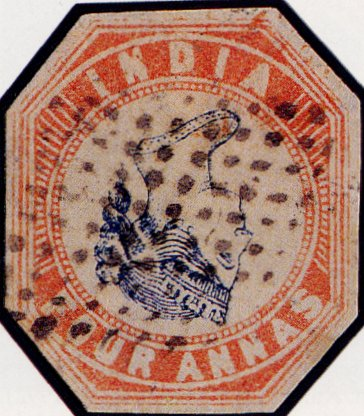
طابع بريد صادر في الهند عام 1854 (ذو رأس مقلوب)، مقطوع بشكل مثمن

جميع الأمثلة الباقية من طوابع الهند 1854 (رأس مقلوب) مستخدمة بريديًا. اثنان فقط (أو ثلاثة) فقط معروفان مقطوعان بشكل مربع؛ وهناك 24 نموذجًا آخر أو نحو ذلك مقطوعان بشكل (مثمن). ولقد عُرضت واحدة من مجموعة إيرل كروفورد في المعرض العالمي لهواة جمع الطوابع في واشنطن عام 2006.

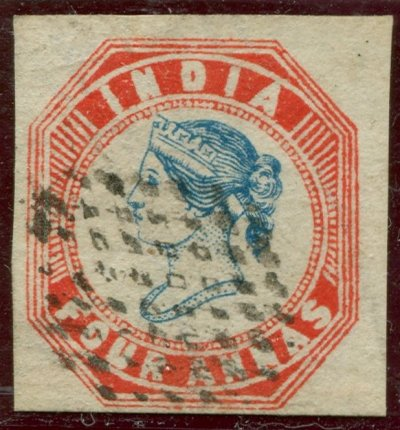
طابع بريد صادر في الهند عام 1854، مقطوع بشكل مربع

"الطابع الأكثر شهرة في العالم" - طابع غيانا البريطانية الفريد من نوعه لعام 1856، ذو اللون الأرجواني 1c - مقصوص على شكل مثمن. وبالتالي، فقد تمت الإشارة إليهِ على أنه مقطوع الشكل، على الرغم من أن هذا المصطلح غير صحيح من الناحية الفنية لأن تصميم الطابع مستطيل الشكل.